# Попелюв (Мазовецьке воєводство)
Попелюв (пол. Popielów) — село в Польщі, у гміні Лів Венґровського повіту Мазовецького воєводства.
Населення — 289 осіб (2011).
У 1975—1998 роках село належало до Седлецького воєводства.

## Демографія
Демографічна структура станом на 31 березня 2011 року:
|          | Загалом | Допрацездатний вік | Працездатний вік | Постпрацездатний вік |
| -------- | ------- | ------------------ | ---------------- | -------------------- |
| Чоловіки | 154     | 25                 | 115              | 14                   |
| Жінки    | 135     | 26                 | 76               | 33                   |
| Разом    | 289     | 51                 | 191              | 47                   |